# Funktionsmodell
Ein Funktionsmodell ist eine vereinfachte oder auch maßstabs- und detailgetreue bauliche Nachbildung eines Gerätes, welches auch die wichtigsten Funktionen des Originals ausführen kann.

## Technik
Einige Beispiele:
- flugfähige Modellflugzeuge,
- Modelleisenbahnen mit eigenem Antrieb
- Schiffsmodelle die schwimmen, gegebenenfalls auch ferngesteuert fahren,
- Modellautos und Modellnutzfahrzeuge mit Antrieb und gegebenenfalls auch weiteren mechanisch oder motorisch betriebenen Funktionen, beispielsweise an LKW-Modellen
  - Aufliegerstütze heben/senken
  - Kupplung öffnen/schließen
  - Kippmulde abkippen
  - funktionsfähiger Ladekran mit mehreren Achsen
  - funktionsfähiger Hydraulikstützen (Pratzen)
  - funktionsfähiger Absetz-, Abrolleinrichtungen
- Miniatur-Nachbauten von Fahrgeschäften
- Modell-Dampfmaschinen

Neben dem Modellbau als Hobby, finden Funktionsmodelle auch zur Ergründung von technischen Prinzipien, oder der Realisierbarkeit bestimmter Systeme Anwendung.

## Informatik
In der Informatik und Softwaretechnik werden Funktionsmodelle erstellt, um im Rahmen der Systemanalyse alle innerhalb eines zu entwickelnden Gesamtsystems erforderlichen Systemteile zu identifizieren und ihre Kommunikation (untereinander, bezüglich verwendeter Daten, zu anderen Systemen und zu Beteiligten im Umfeld des Systems) darzustellen und zu beschreiben. Solche Modelle bilden neben dem Datenmodell die Grundlage für die Implementierung/Programmierung.
Dabei können unterschiedliche Verfahren/Methoden angewendet werden, die im Detail unterschiedliche Vorgehensweisen aufweisen, unterschiedliche Begrifflichkeiten kennen und unterschiedliche Ergebnisse erzeugen. Beispiele:
- Strukturierte Analyse
- Unified Modeling Language (UML)
- Systemanalyse als allgemeine Methode der Systemtheorie

## Transaktionsanalyse
In der Transaktionsanalyse bezeichnet das Funktionsmodell der Ich-Zustände die Analyse der hier und jetzt beobachtbaren Erscheinungsweisen der Ich-Zustände.

## Organisationen
Mit dem Begriff Funktionsmodell wird hier die Darstellung der Teile und des Zusammenwirkens einer Organisation bezeichnet.

## Medizin und Biologie
Als Funktionsmodell wird hier die zeichnerische Darstellung oder bauliche Nachbildung des Zusammenwirkens von Körperteilen und/oder Organen von Lebewesen bezeichnet.